# قصر تاموسى أو علي
قصر تاموسى أو علي هو قصرٌ (قريةٌ محصنة) في المغرب، يقعُ في منطقة جهة درعة تافيلالت. تبلغ مساحته 0.34 هكتار.